# Spider-Man (serie di film The Amazing Spider-Man)
Peter Parker, anche noto con il suo alter ego Spider-Man, è un personaggio interpretato da Andrew Garfield basato sull'omonimo personaggio di Marvel Comics. È il protagonista della serie di film The Amazing Spider-Man diretta da Marc Webb e fa la sua prima apparizione nel film The Amazing Spider-Man (2012).
Questa versione del personaggio segue la rappresentazione di Tobey Maguire nella trilogia Spider-Man (2002–2007) ed è stata seguita dall'iterazione di Tom Holland nel Marvel Cinematic Universe (dal 2016). Garfield e Maguire hanno ripreso il loro ruolo come personaggi di supporto nel film dei Marvel Studios Spider-Man: No Way Home (2021) al Peter Parker di Holland. Per distinguerlo dalle altre due versioni di se stesso, è stato da loro soprannominato "Peter-Tre", sul sito ufficiale della Marvel viene chiamato The Amazing Spider-Man e nella sceneggiatura del film viene indicato come "Webb-verse Peter" o "Webb-verse Spider-Man" (in onore di Marc Webb).
L'iterazione di Garfield del personaggio presenta alcune differenze riguardo la personalità rispetto allo Spider-Man della precedente serie di film, essendo un personaggio più solitario e perseguitato dalle sue azioni passate. La narrazione della dilogia è incentrata sulle lotte che Peter deve affrontare per mantenere la sua doppia vita e la sua relazione con Gwen Stacy, di cui si riterrà responsabile della sua morte causata dal suo ex amico Harry Osborn. La narrazione segue Parker che cerca di scoprire il motivo che ha causato la morte dei suoi genitori, Richard e Mary, i quali sono scomparsi quando Peter era ancora un bambino lasciandolo con i suoi zii.
Nonostante la dilogia The Amazing Spider-Man abbia ricevuto un'accoglienza mista, la performance di Garfield nei panni di Parker ha ricevuto ampi elogi della critica ed è comunemente vista come un punto di forza della serie di film.

## Biografia del personaggio

### Primi anni
Peter Parker nacque nel 1995 a New York. All'età di sei anni venne affidato ai suoi zii Ben e May dopo che suo padre, Richard Parker, scoprì del furto di alcuni suoi documenti, evento che sarebbe stato seguito dalla morte sua e di sua moglie Mary. Cresciuto, Peter è un ragazzo timido, introverso e solitario, studente della Midtown High School, dove è vittima di bullismo dai suoi compagni di classe, specialmente da parte di Flash Thompson.

### Morso del ragno
Nel 2012, fra i vecchi oggetti in cantina, Peter ritrova una valigetta appartenuta a suo padre (che contiene l'equazione per una formula segreta), e comincia a far luce sulla scomparsa dei suoi genitori. Le ricerche lo conducono alla Oscorp, dove lavora il brillante dottor Curt Connors, ex collega di suo padre privo del braccio destro, mirante allo studio della genetica e degli incroci fra specie per aiutare gli amputati. E proprio lì, dopo essersi allontanato, viene morso da un ragno geneticamente modificato dietro la nuca, acquisendo diversi poteri, tra cui una forza sovrumana e la capacità di aderire alle pareti. Qualche giorno dopo incontra di nuovo il dottor Connors, chiedendo informazioni su suo padre e sulla loro ricerca riguardo alla genetica; Peter, deciso ad aiutarlo, gli dà l'equazione di suo padre.
Dopo aver umiliato Flash Thompson (vendicandosi di lui) e dimenticato un appuntamento con zia May, Peter riceve una ramanzina dallo zio Ben per la sua immaturità e la sua irresponsabilità. Il ragazzo esce rabbiosamente di casa e spinge così lo zio, intento a riappacificarsi col nipote dopo il litigio, a uscire per cercarlo, il quale però verrà assassinato da un ladro che Peter non ha voluto fermare. Sentendosi responsabile per la morte dello zio, decide di sfruttare i suoi poteri per cercare il ladro. Per evitare di essere riconosciuto sia dai criminali che dalla polizia, si crea una tuta in spandex e costruisce due bracciali lancia-ragnatele con il biocavo della Oscorp. Intanto Peter comincia ad avere una certa intesa con Gwen Stacy, l'ex ragazza di Flash da cui il ragazzo è attratto, tanto da rivelarle la sua identità segreta dopo un'iniziale titubanza.
Peter, di visita ai laboratori Oscorp, scopre che il dottor Connors è diventato Lizard, un enorme e pericoloso uomo lucertola contro la quale il ragazzo si era già scontrato sul ponte di Williamsburg (evento in seguito dal quale il ragazzo ha iniziato ad essere noto come "Spider-Man"), e decide di denunciarlo al capitano George Stacy, padre di Gwen. Intanto Connors torna nel suo laboratorio nelle fognature. Peter lo segue e lo combatte di nuovo, riuscendo a sfuggirgli, con però gravi ferite sul torace. Lizard trova però la sua fotocamera sulla quale vi è scritto il nome del ragazzo. Venuto a conoscenza dell'identità del supereroe, decide di attaccare la scuola in cui studia dove combattono di nuovo. Peter lo segue nelle fogne e scopre il suo piano: utilizzare il siero sull'intera città e trasformare tutti in lucertole, dando vita a una specie più evoluta, forte e intelligente. Per compiere questo suo piano, Lizard connette il dispositivo di diffusione Ganali alla torre Oscorp, luogo in cui Peter aveva mandato Gwen per poter creare un antidoto in grado di riportare alla normalità il dottore.
Gwen crea l'antidoto e fa evacuare la Oscorp, ma Peter, braccato dalla polizia, viene smascherato dal capitano Stacy. Quest'ultimo, però, comprende il senso di giustizia del ragazzo e lo lascia proseguire verso la Oscorp. Peter affronta Lizard, che però si rivela troppo forte e sembra avere la meglio, ma il capitano Stacy interviene in aiuto di Peter, riesce a contrastare per un po' il mostro e consegna al ragazzo l'antidoto preparato da Gwen. Alla fine il capitano Stacy viene ferito mortalmente da Lizard, ma Spider-Man riesce a diffondere l'antidoto appena in tempo, salvando la città e facendo tornare normale Connors. Prima di morire, il capitano fa promettere a Peter di non coinvolgere più la figlia nella sua doppia vita. Connors viene arrestato e Peter è inizialmente costretto a lasciare la ragazza, ma non riuscendo a mantenere la promessa fatta al Capitano Stacy, decide di continuare a frequentarla.

### La morte di Gwen Stacy
Nel 2014, mentre affronta un criminale russo di nome Aleksei Sytsevich durante un inseguimento, salva Max Dillon, un impiegato della Oscorp, e viene chiamato da Gwen, che gli ricorda che sta facendo tardi alla loro cerimonia dei diplomi. In quell'istante, ha una visione del capitano George Stacy, che gli ricorda della promessa non mantenuta di lasciar fuori la ragazza dalla sua doppia vita per evitare che venga coinvolta. Per questo, Peter decide di lasciare Gwen la sera dopo il diploma, salvo poi decidere di rimanere amici sebbene lei si stia per trasferire in Inghilterra. Intanto Max, trasformatosi a seguito di un incidente alla Oscorp, arriva a Times Square e viene attaccato dalla polizia attirando l'attenzione della gente. Spider-Man tenta di calmarlo ma poi Max, sentendosi tradito dall'eroe, provoca furiosamente un blackout e manipolando l'elettricità comincia a distruggere tutto. Il supereroe riesce a fermarlo e Max viene portato al Ravencroft Institute dal Dr. Kafka, dove si autoproclamerà "Electro".
Harry Osborn, vecchio amico d'infanzia di Peter, riscontra intanto i primi sintomi di una malattia erediteria e, tramite l'apparecchio di suo padre, capisce che il veleno dei ragni che produceva la Oscorp può guarirlo, convincendosi che il sangue di Spider-Man è la sua ultima speranza per guarire. Per questo contatta Peter, che fa le foto al supereroe per conto del Daily Bugle, e lo prega di contattare l'eroe. Peter, nei panni di Spider-Man, rifiuta, mandando Harry su tutte le furie, ma la sua assistente, Felicia Hardy, gli rivela che il veleno dei ragni è tenuto nascosto in una zona segreta del palazzo Oscorp. In seguito, Harry libera Electro e fa un patto con lui: in cambio del suo aiuto potrà uccidere Spider-Man.
Più tardi, Peter scopre un videomessaggio di suo padre in un laboratorio segreto nella metropolitana. In questo, Richard rivela di esser fuggito perché Norman Osborn voleva utilizzare le sue ricerche per la creazione di armi biologiche. Il dottore inietta quindi il suo DNA nei ragni così che il siero possa funzionare solo sui suoi discendenti. Uscito dalla metropolitana, Peter riceve un messaggio da Gwen, che sta lasciando la città. Il ragazzo la raggiunge, dichiarandole il suo amore, e i due decidono di trasferirsi insieme in Inghilterra. Vengono però interrotti da Electro, che causa un altro blackout e spinge Spider-Man ad affrontarlo.
Con l'aiuto di Gwen, Peter riesce a sconfiggere Electro creando una tela e collegandola ai circuiti della centrale elettrica, per poi spingere Max a colpirlo e far sì che si colleghi alla ragnatela e restituisca la corrente all'intera città, sovraccaricandolo e uccidendolo. In quel momento arriva Harry, diventato ormai Green Goblin, e capendo che Peter e Spider-Man sono la stessa persona, decide di uccidere Gwen per farla pagare all'amico. Durante il combattimento tra i due, in cima alla torre dell'orologio, Gwen viene fatta cadere dal Goblin nel vuoto all'interno della torre. Spider-Man prova a salvarla lanciando una ragnatela che si ramifica, ma afferra la ragazza un attimo dopo che lei abbia toccato il suolo. Per via dell'impatto e del contraccolpo della ragnatela, Gwen muore. Peter raggiunge e stringe tra le sue braccia il corpo ormai senza vita della sua amata e piange disperato.
Cinque mesi dopo, Peter ha abbandonato il suo ruolo da Spider-Man e passa le giornate visitando la tomba di Gwen. La criminalità a New York è aumentata e al telegiornale vi è la notizia di un Sytsevich, noto adesso come Rhino, che sta terrorizzando la città. Mosso dalle parole di Gwen fatte alla cerimonia dei diplomi, Peter decide di ritornare a essere Spider-Man, fermare Rhino e continuare la sua lotta contro il crimine.

### Viaggio nel multiverso
Alcuni anni dopo la morte della sua amata Gwen, Peter (soprannominato "Peter-Tre" durante gli eventi del film) viene accidentalmente trasportato in un altro universo a causa dell'incantesimo rovinato del dottor Stephen Strange che mirava al ripristino dell'identità segreta del Peter Parker di quell'universo (soprannominato "Peter-Uno") dopo che questa è stata rivelata dal supercriminale Mysterio. All'insaputa di Peter, Lizard ed Electro (preso pochi istanti prima della sua morte) del suo mondo sono stati trasportati in quest'universo insieme a lui e ad altri personaggi provenienti dai rispettivi universi alternativi. Mentre era lì, Peter trova un'altra versione di sé stesso proveniente da un altro universo (soprannominata "Peter-Due"), il quale lo aiuta a consolare Peter-Uno a seguito della morte della sua zia May provocata dal Goblin della realtà di Peter-Due. Parker rivela alla sua controparte di questo universo di essersi inasprito a seguito della morte di Gwen, diventando sempre più Spider-Man e sempre meno Peter Parker. Peter è tuttavia felice di legare con le sue varianti alternative, curando insieme a loro i supercriminali contro cui stavano combattendo salvandoli dalla morte che avrebbero incontrato nei loro universi. Durante questo scontro, raggiunge un momento di redenzione spirituale per la morte di Gwen salvando MJ, la ragazza di Peter-Uno, dopo la caduta di quest'ultima dalla statua della Libertà. Dopo aver sconfitto e curato tutti i cattivi e aver pacificato con Max Dillon, Parker saluta le sue varianti tornando nel suo universo di origine come un uomo più felice e contento, insieme con Connors e Dillon.

## Caratterizzazione
Come interpretato in The Amazing Spider-Man e nel suo sequel, Peter è descritto come un "estraneo arrogante e incompreso", oltre che "furbo e simpaticamente sfacciato, con un sottofondo di angoscia adolescenziale", rispetto all'interpretazione "seria" e "stupida" del personaggio di Tobey Maguire. È ritratto come intellettualmente dotato, tecnologicamente competente e intelligente, in grado di hackerare i sistemi informatici e progettare i propri spara-ragnatele dopo aver preso contenitori di ragnatela geneticamente modificata dalla Oscorp e ricorda un'equazione complessa su cui suo padre aveva lavorato. Ha anche un senso dell'umorismo irriverente, sarcastico e spiritoso, scherza e umilia i criminali con insulti beffardi e battute impassibili, giocando con un ladro d'auto nella sua prima notte ufficiale da vigilante. Quando non scherza con criminali e supercriminali, è determinato e coraggioso e nonostante qualche esitazione iniziale e dopo aver ripensato allo scopo del suo alter ego vigilante, decide di usare i suoi superpoteri per scopi legittimamente altruistici e per aiutare gli altri bisognosi; per esempio, di fronte alla scelta, sceglie di proteggere gli innocenti salvando il figlio di un uomo, Jack, piuttosto che inseguire Lizard. A differenza di altre versioni del personaggio, Peter è visto fare skateboard nel film, che secondo Marc Webb rende Peter meno terrorizzato dall'idea di oscillare tra le ragnatele.
Webb ha descritto The Amazing Spider-Man come "la storia di un bambino che cresce cercando suo padre e ritrova se stesso". Sia Webb che la star Garfield hanno descritto Parker come un outsider per scelta, qualcuno a cui è difficile avvicinarsi. Come nei primi fumetti, il personaggio "è un mago della scienza. Se guardi indietro ai primi fumetti di Stan Lee e Steve Ditko, è un secchione con gli occhiali grandi", ha detto Webb. Ha spiegato che "l'idea di cosa sia un nerd è cambiata in 40 o 50 anni. I nerd governano il mondo. Andrew Garfield ha girato un film chiamato The Social Network a proposito... Ciò che era importante in quei primi fumetti era questa nozione che Peter Parker è un outsider e come lo definiamo in un contesto contemporaneo."
Garfield ha paragonato la sua facciata di Spider-Man a una metafora dell'anonimato di Internet, dicendo: "Se ne sente il potere, il potere di non essere visto, il potere della maschera. Peter diventa spiritoso quando ha quello strato protettivo. È come se fosse su una bacheca. Ha l'anonimato di Internet all'interno di quella tuta, e può dire quello che diavolo vuole, e può farla franca con qualsiasi cosa". Garfield ha cercato di esplorare Parker come un orfano, che secondo lui "gli orfani sono gli esseri umani più forti del pianeta". Ha detto che Parker è "un eroe umano che attraversa tutte le stesse lotte che tutti noi abbiamo affrontato, specialmente quelli magri che vogliono più potere di quello che sentono di avere". Crede che Parker rappresenti "un personaggio molto stimolante e ambizioso che simboleggia la bontà e quanto sia difficile essere buoni, ma quanto ne vale la pena".
Rhys Ifans, che interpreta il dottor Curt Connors / Lizard in The Amazing Spider-Man, ha paragonato il film all'Amleto di William Shakespeare sulla base del fatto che Spider-Man può essere rifatto più e più volte in modi diversi. Sentiva che sono simili in quanto entrambi rappresentano giovani uomini archetipi significativi alle prese con la perdita del padre. Boyd Hoij di Variety ha notato che il personaggio di Garfield nei panni di Spider-Man è un eroe interessante nel film a causa del modo in cui stabilisce presto che i dolori crescenti di Peter insieme alla sua ricerca di un'identità sono comuni a qualsiasi adolescente e che "le sue lotte coinvolgono persone reali e vite reali."

## Concezione e sviluppo

### Film precedenti e reboot diSpider-Man
Peter Parker, noto anche come l'Uomo Ragno, appare per la prima volta nella serie a fumetti antologica Amazing Fantasy n. 15 dell'agosto 1962 della Silver Age, diventando in seguito uno dei supereroi più popolari della Marvel Comics, fino ad ottenere una propria serie a fumetti titolata The Amazing Spider-Man. Il personaggio ha ricevuto nel corso degli anni numerosi rappresentazioni, sia televisive che cinematografiche. Prima dell'uscita del film del 2012 The Amazing Spider-Man, la precedente serie di film basata sul personaggio ha visto Tobey Maguire interpretare Peter Parker / Spider-Man in tre film distribuiti da Columbia Pictures tra il 2002 e il 2007.
A seguito dell'uscita di Spider-Man 3, Sony Pictures Entertainment ha annunciato Spider-Man 4, con una data di uscita prevista per il 6 maggio 2011. A questo punto, gli sceneggiatori James Vanderbilt, David Lindsay-Abaire e Gary Ross avevano tutti scritto versioni della sceneggiatura rifiutate e Alvin Sargent, il quale aveva scritto il secondo e il terzo film, era al lavoro per la scrittura di un'altra sceneggiatura. L'11 gennaio 2010, però, Columbia Pictures e Marvel Studios hanno annunciato che avrebbero percorso la strada di un reboot della saga con un nuovo cast. Alcuni rapporti dal settore hanno affermato che Sam Raimi, regista della serie di film, aveva ammesso di non poter rispettare la data di uscita prevista mantenendo un'integrità creativa. Avi Arad, Matt Tolmach e Laura Ziskin continuano ad essere i produttori del riavvio della serie.
La settimana dopo l'uscita di scena di Raimi, lo studio ha annunciato che Marc Webb, il quale debuttò alla regia con (500) giorni insieme, avrebbe diretto il reboot. Tolmach, dopo essere stato nominato presidente della Columbia Pictures, e Amy Pascal, co-presidente della Sony Pictures Entertainment, hanno affermato che stavano cercando un regista che potesse dare "un'attenzione nitida" alla vita civile di Parker. Nonostante l'esitazione iniziale causata dall'impatto culturale dei film precedenti, Webb accettò l'offerta. Il regista ha dichiarato in un comunicato stampa che non intendeva sostituire Raimi, dicendo invece che ha cercato di cogliere l'occasione per aggiungere idee e storie capaci di aggiungere una nuova all'Uomo Ragno. Webb ha paragonato Spider-Man al franchise di James Bond, dicendo che c'era "così tanto materiale in Spider-Man che ci sono così tante storie e personaggi da raccontare". Ha negato che il film fosse un remake, spiegando che ciò che stavano facendo era un "universo diverso e una storia diversa con personaggi diversi".

### Casting

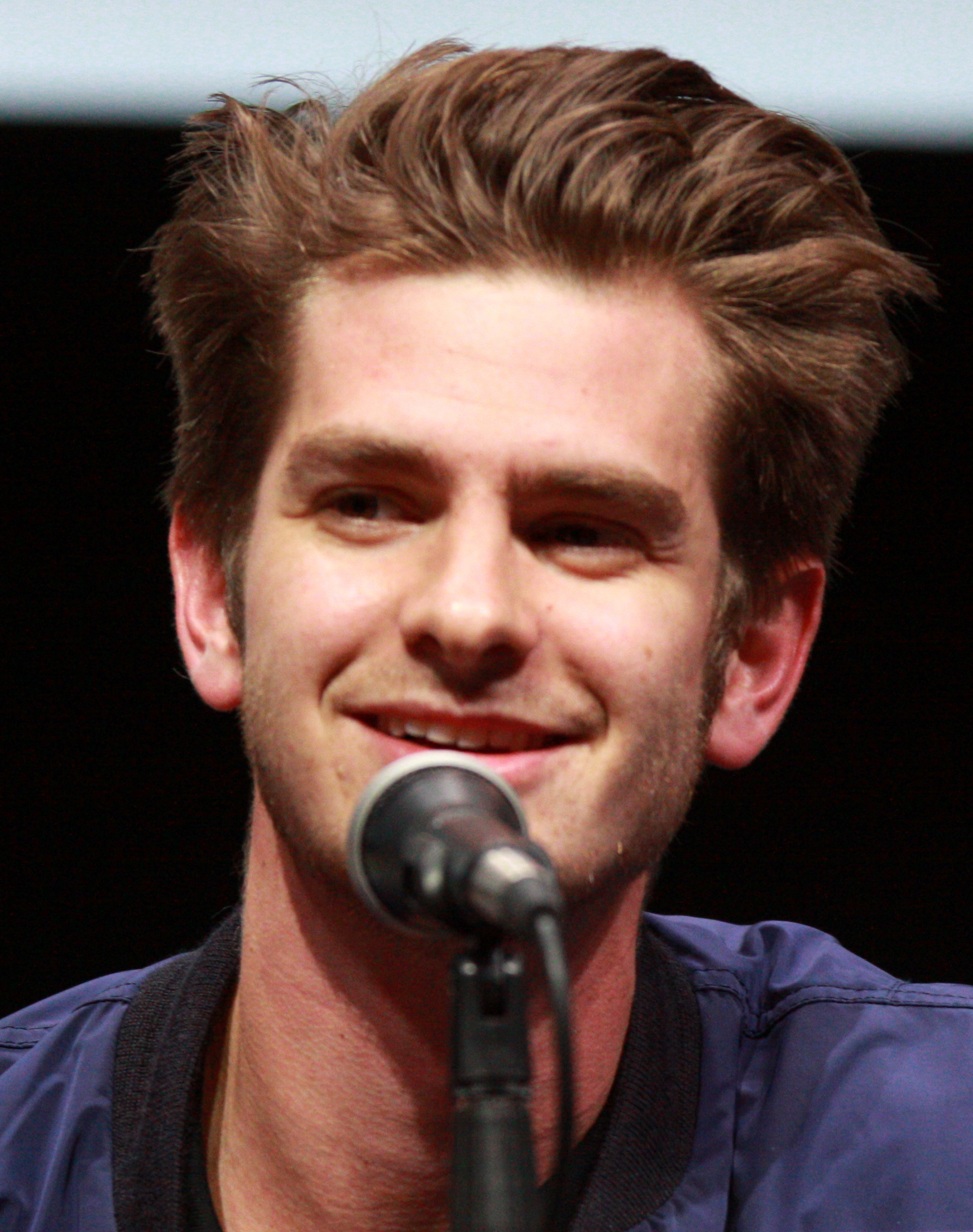
Andrew Garfield al San Diego Comic-Con International 2013

Per il ruolo di Peter Parker / Spider-Man sono stati presi in considerazione diversi attori, tra cui Jamie Bell, Alden Ehrenreich, Frank Dillane e Josh Hutcherson, ma il 1º luglio 2010 venne scelto l'attore britannico-americano Andrew Garfield per interpretare il protagonista nel reboot della serie. Webb ha dichiarato di aver capito che Garfield sarebbe stata la scelta giusta dopo averlo filmato in una scena mentre mangiava un cheeseburger in cui cercava di calmare Gwen Stacy.  Accettando il ruolo, Garfield ha spiegato: "La vedo come una sfida enorme sotto molti punti di vista... per renderlo autentico. Per far vivere e respirare il personaggio in un modo nuovo. Il pubblico ha già una relazione con diverse incarnazioni del personaggio. Anch'io lo faccio. Probabilmente sarò il ragazzo al cinema che insulta me stesso. Ma devo lasciar perdere. Non tornare indietro. E non vorrei". Max Charles interpreta una versione giovane di Peter Parker nel film, siccome Webb credeva che fosse necessario narrare le origini di Peter Parker, e non solo quelle di Spider-Man. Dopo aver ottenuto il ruolo, Garfield ha iniziato a studiare non solo i movimenti di diversi atleti, ma anche dei ragni, cercando di incorporarli nella sua interpretazione siccome Peter è "un ragazzo/ragno in termini di come si muove, e non solo nella tuta". Ha anche praticato yoga e Pilates, in modo da essere il più flessibile possibile per il ruolo. Quando ha indossato per la prima volta il costume, Garfield ha ammesso di aver versato lacrime e di aver cercato di immaginare "un attore migliore nella tuta", la quale è stata descritta dall'attore come "scomoda", anche perché, essendo attillata, l'attore non indossava nulla sotto di essa. Inoltre, alcuni degli stunt del film sono stati eseguiti da Garfield stesso. Durante le riprese, Garfield ha spiegato di aver avuto quattro mesi di allenamento e ha descritto i suoi ruoli fisici nelle acrobazie come terribilmente impegnativi ed estenuanti. Il produttore cinematografico Avi Arad ha spiegato che "Andrew non è solo un attore brillante, ma anche uno sportivo. Questo ci ha dato l'opportunità di provare cose con lui che se così non fosse sarebbe stato quasi impossibile".
Dopo l'uscita di The Amazing Spider-Man 2 - Il potere di Electro, Garfield è stato sollevato dal ruolo a causa della sua assenza ad un'apparizione pubblica cruciale, stando a dei documenti rilasciati all'indomani dell'attacco informatico alla Sony Pictures del 2014. Altri motivi emersi dai documenti riguardano delle differenze creative con la gestione del personaggio da parte della Sony Pictures e il mancato adattamento alla cultura di Hollywood da parte dell'attore. Inoltre, il secondo film ha ricevuto un'accoglienza mista e delle performance al botteghino al di sotto delle aspettative. Le informazioni trapelate dal cyberattacco hanno rivelato che la Sony era in trattative per far dirigere da Sam Raimi un film crossover multiversale intitolato Spider-Man vs. The Amazing Spider-Man, che avrebbe visto lo Spider-Man di Garfield incontrare quello di Tobey Maguire, oltre alla possibilità di una nuova trilogia con protagonista Maguire. Da alcune email rese note dall'attacco è stata anche resa nota l'esistenza di trattative tra la Sony e i Marvel Studios sull'integrazione di una nuova versione di Spider-Man nel Marvel Cinematic Universe (MCU), a partire da Captain America: Civil War (2016). All'inizio del 2015 è stato raggiunto un accordo tra i due studi cinematografici per rendere ufficiale il reboot della serie, cancellando di fatto il franchise The Amazing Spider-Man.
Nonostante il reboot, Garfield ha ripreso il suo ruolo in Spider-Man: No Way Home (2021), un film ambientato nel MCU, apparendo insieme all'iterazione di Maguire del personaggio come personaggio di supporto della nuova iterazione del MCU di Spider-Man interpretata da Tom Holland. Nel 2020 è stato riferito che Garfield avrebbe ripreso il suo ruolo di Peter Parker insieme alle altre iterazioni cinematografiche del personaggio nel terzo film del MCU Spider-Man; tuttavia, questi rapporti non sono mai stati confermati da Sony o Marvel Studios e sono stati pubblicamente negati sia da Holland sia da Garfield più volte per mantenere segreto il loro coinvolgimento nel film. In un'intervista con Variety pubblicata il 6 gennaio 2022, Garfield ha affermato che la sua esperienza lavorativa su Spider-Man: No Way Home è stata "gioiosa" e che gli ha permesso di dare una chiusura con la sua versione del personaggio. Tom Holland ha descritto l'inclusione dei suoi predecessori in Spider-Man: No Way Home come "un'idea che sembrava impossibile" prima che si realizzasse. Holland ha anche dichiarato di essersi pentito di non aver contattato Garfield dopo che inizialmente gli è succeduto nel ruolo e si è sentito fortunato che Spider-Man: No Way Home avesse dato a entrambi gli attori una seconda possibilità di discutere del personaggio di Spider-Man.

### Aspetto e poteri

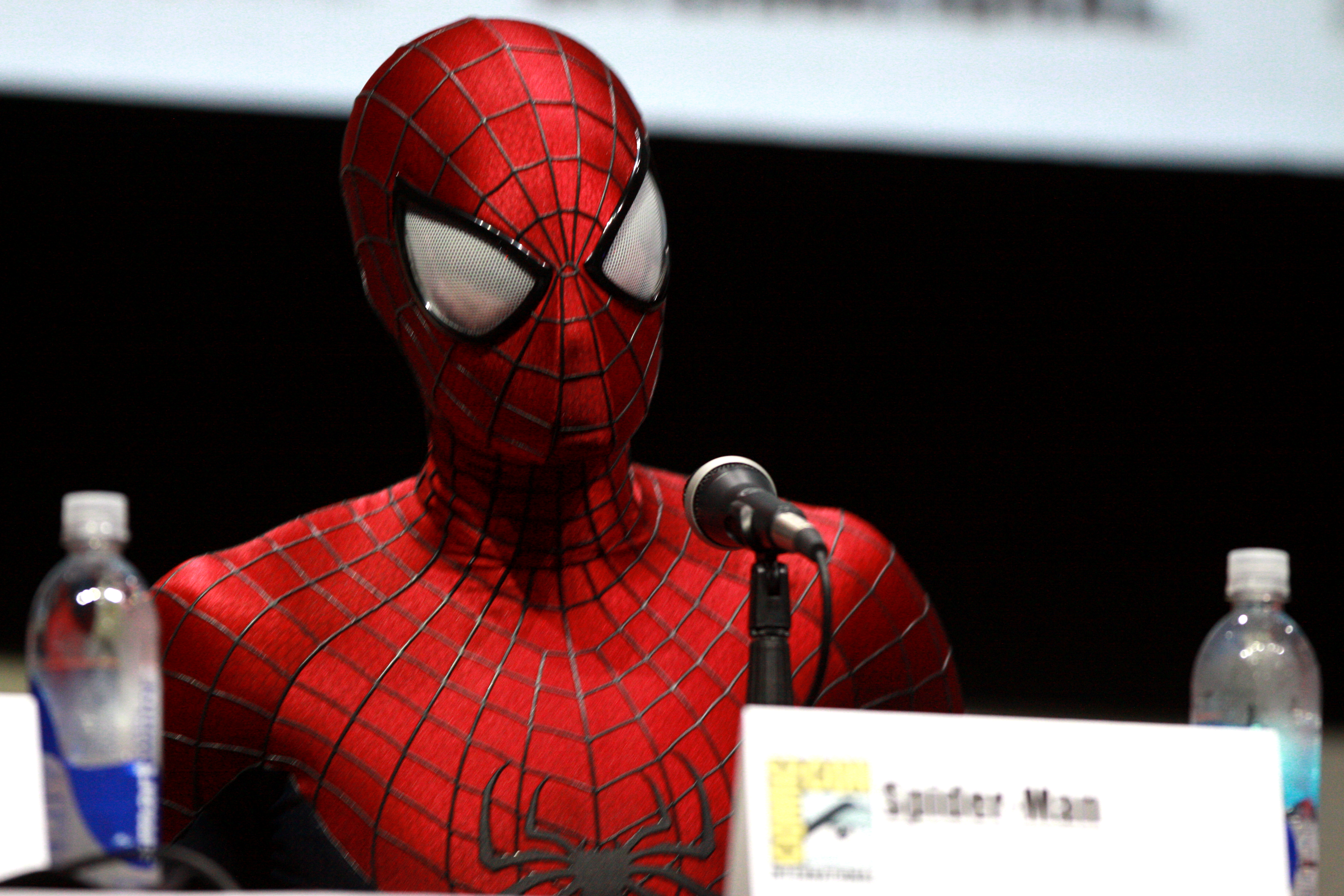
Andrew Garfield vestito da Spider-Man al San Diego Comic-Con International 2013 con il costume di The Amazing Spider-Man 2

Durante il processo di progettazione per la tuta in spandex di Spider-Man usata in The Amazing Spider-Man, Webb ha posto l'accento sul far sembrare la tuta come se fosse stata realizzata da uno studente delle superiori. Per questo motivo, per la realizzazione delle lenti per gli occhi si è scelto di usare un paio di occhiali da sole. Webb ha spiegato che lui e il team volevano un design che rendesse il corpo più acrobatico, con le "zampe del ragno [presente nel simbolo sul petto]" usate per enfatizzarlo. Webb ha rivelato che il film utilizzava abiti diversi per condizioni di illuminazione diverse. Anche la ragnatela sul costume è stata resa più scura.
La tuta è stata resa più aerodinamica in The Amazing Spider-Man 2, sottolineando gli aggiornamenti presumibilmente fatti da Peter e Gwen tra i due film. Le modifiche includevano lenti più grandi nella maschera e dei lancia-ragnatele modificati, oltre ad alcune modifiche che consentivano a Garfield di utilizzare il bagno mentre indossava la tuta.
A differenza della precedente iterazione del personaggio, questa versione di Spider-Man non è in grado di sparare ragnatele organiche dalle sue braccia; in questo caso è stato scelto un approccio fedele a quello della controparte cartacea, con Peter che costruisce autonomamente dei lancia-ragnatele meccanici attaccati alla sua tuta. Webb ha spiegato come a suo parere i lancia-ragnatele fossero "capaci di drammatizzare l'intelletto di Peter". Tuttavia, come tutte le altre versioni del personaggio, questa iterazione di Spider-Man ha sensi, riflessi e capacità fisiche sovraumane ed è in grado di arrampicarsi sui muri.

## Accoglienza
L'interpretazione di Spider-Man da parte di Garfield è stata considerata uno dei punti di forza sia di The Amazing Spider-Man sia del suo seguito. In particolare, la critica ha ritenuto che l'iterazione del personaggio fosse stata, ai tempi dell'uscita dei film, sottovalutata. I recensori hanno elogiato la rappresentazione realistica di Peter Parker, con Roger Ebert che ha affermato che il reboot "ha dato a Peter ragioni migliori per assumere il suo ruolo di supereroe, anche se la storia delle origini non aveva bisogno di essere raccontata un'altra volta". Del personaggio è stato elogiato il suo lato sarcastico e la chimica che Garfield aveva con Emma Stone. Mary F. Pols del settimanale Time ha detto che, nonostante la storia di origini fosse familiare, Webb e Garfield sono riusciti a renderla "vincentemente fresca ed eccitante". In The Amazing Spider-Man 2, Garfield è stato elogiato per la sua performance emotiva nonostante le critiche ricevute dal film.
Nell'agosto 2020, Eric Eisenberg di CinemaBlend ha parlato della serie di film Marc Webb come il "figlio di mezzo" dei film sull'Uomo Ragno in relazione ai film di Sam Raimi e quelli del Marvel Cinematic Universe sul personaggio, aggiungendo che Garfield è stato "vittima delle circostanze". Ha anche fatto notare come i film di Webb mostrassero, più che nei film di Raimi, le capacità in ambito tecnologico di Peter Parker, ma ha anche parlato di come l'iterazione di Garfield fosse "troppo figa" per Peter, definendolo un "ribelle con uno skateboard" al contrario del nerd comunemente associato al personaggio. Nel 2017, dopo il secondo reboot del personaggio con Tom Holland, Nick Philpott di CBR ha classificato l'iterazione di Garfield come la seconda miglior interpretazione del personaggio, due posizioni sopra quella di Tobey Maguire e sotto a quella di Holland.

### Riconoscimenti
| Anno | Film                                            | Premio                       | Categoria                                | Risultato | Riferimenti |
| ---- | ----------------------------------------------- | ---------------------------- | ---------------------------------------- | --------- | ----------- |
| 2012 | The Amazing Spider-Man                          | Teen Choice Awards           | Miglior attore cinematografico estivo    | Candidato | [ 54 ]      |
| 2013 | The Amazing Spider-Man                          | People's Choice Awards       | Supereroe preferito cinematografico      | Candidato | [ 55 ]      |
| 2013 | The Amazing Spider-Man                          | People's Choice Awards       | "Alchimia" preferita in un film          | Candidato | [ 55 ]      |
| 2013 | The Amazing Spider-Man                          | Kids' Choice Awards          | Miglior attore                           | Candidato | [ 56 ]      |
| 2013 | The Amazing Spider-Man                          | Kids' Choice Awards          | Uomo spaccaossa preferito                | Candidato | [ 56 ]      |
| 2014 | The Amazing Spider-Man 2 - Il potere di Electro | Teen Choice Awards           | Miglior attore di film fantasy           | Candidato | [ 57 ]      |
| 2014 | The Amazing Spider-Man 2 - Il potere di Electro | Teen Choice Awards           | Miglior bacio                            | Candidato | [ 57 ]      |
| 2015 | The Amazing Spider-Man 2 - Il potere di Electro | Kids' Choice Awards          | Attore d'azione preferito                | Candidato | [ 58 ]      |
| 2022 | Spider-Man: No Way Home                         | Critics' Choice Super Awards | Miglior attore in un film supereroistico | Vincitore | [ 59 ]      |
| 2022 | Spider-Man: No Way Home                         | MTV Movie & TV Awards        | Miglior team                             | Candidato | [ 60 ]      |

## Altri media

### Film
- Durante lo sviluppo del reboot del 2012, ci sono state discussioni con i Marvel Studios per includere il canone del franchise nel MCU, con l'idea di far apparire la Oscorp nello skyline di New York per The Avengers. Tuttavia, l'idea è stata scartata poiché lo skyline era già stato completato quando fu realizzato il design dell'edificio della Oscorp.[61]
- Prima della decisione presa nel 2015 da Sony di collaborare coi Marvel Studios per una nuova iterazione dell'Uomo Ragno all'interno del Marvel Cinematic Universe, secondo quanto riferito, Sony ha considerato l'idea di realizzare un film crossover tra lo Spider-Man di Garfield e la versione del personaggio interpretata da Tobey Maguire nella serie di film Spider-Man, con Sam Raimi che sarebbe tornato alla regia. Sony avrebbe anche considerato di far rivivere la serie di Raimi dopo la delusione critica e finanziaria del film di Marc Webb The Amazing Spider-Man 2 - Il potere di Electro, ma questa idea non è stata alla fine perseguita da Sony.[62]
- Una scena inutilizzata del film Spider-Man - Un nuovo universo che coinvolge un cameo di Tobey Maguire, Andrew Garfield e Tom Holland, che doppiano i rispettivi Spider-Man nel film, è stata rimossa perché "troppo contorta".[63]
- Il Peter Parker di Garfield appare tramite immagini d'archivio da The Amazing Spider-Man nel sequel di Un nuovo universo, Spider-Man: Across the Spider-Verse (2023).[64]
- Il giornalista Jeff Sneider ha riferito che Sony aveva eseguito riprese per Madame Web (2024) per rimuovere i riferimenti all'ambientazione originariamente pianificata degli anni 1990 del film, che avrebbe presentato la versione di Peter Parker / Spider-Man di Andrew Garfield dei film di The Amazing Spider-Man all'interno della continuity della pellicola, ma che è stato tuttavia rimosso.[65]

### Videogiochi
- Questa versione di Peter Parker / Spider-Man appare in The Amazing Spider-Man doppiata in lingua originale da Sam Riegel. Continuo alternativo del primo film, la storia segue Peter in conflitto con degli ibridi (creati dalla Oscorp) e con Alistair Smythe, sostituto del dottor Connors nella Oscorp.
- The Amazing Spider-Man 2 presenta la stessa versione del personaggio del suo predecessore, ancora una volta doppiata da Sam Riegel. La trama del gioco è ispirata a quella dell'omonimo film ed include personaggi inediti come Shocker, Gatta Nera, Kraven, Kingpin e Carnage.
- La tuta di Peter di The Amazing Spider-Man è disponibile come costume alternativo, con il nome di "Costume Amazing", nel videogioco del 2018 Spider-Man.[66]

### Fumetti

#### Fumetti Marvel tie-in
In un fumetto tie-in ambientato tra gli eventi dei due film, Peter ha assunto un incarico da J. Jonah Jameson, redattore del Daily Bugle, per scattare foto a Spider-Man. Qui, Peter mantiene un rapporto di amicizia con Gwen dopo la loro rottura iniziale, ridisegnando il suo costume con lei dopo che il suo primo è stato danneggiato da una turbina.

#### Continuityprincipale
Nonostante non appaia fisicamente, questa versione di Peter viene menzionata nel fumetto dei Marvel Comics Ragnoverso in cui vi sono diverse iteriazioni del personaggio da diversi media. Lo Spider-Man interpretato da Andrew Garfield viene menzionato in quanto sembra "quello di The Social Network", un film con protagonista Garfield.